# Vaste
Vaste is een plaats (frazione) in de Italiaanse gemeente Poggiardo.

## Geboren
- Alphius, Philadelphus en Cyrinus (3e eeuw), drie broers, Romeinse heiligen en martelaars die volgens de traditie in Vaste geboren werden.